# Tuba Büyüküstün
Hatice Tuba Büyüküstün (Istanboel, 5 juli 1982) is een Turkse actrice. In juli 2011 trouwde ze met de Turkse acteur Onur Saylak. In 2017 zijn ze gescheiden.